# Chiba (Familienname)
Chiba (jap. 千葉) ist ein japanischer Familienname. Er ist derzeit auf Platz 91 der häufigsten Familiennamen in Japan.

## Herkunft und Bedeutung
Chiba geht auf die Kanji 千 (dt. Tausend) und 葉 (dt. Blatt) zurück; bedeutet also in etwa tausend Blätter.

## Namensträger
- Akio Chiba (1943–1984), japanischer Mangazeichner
- Asami Chiba (* 1985), japanische Leichtathletin
- Hayato Chiba (* 1982), japanischer Mathematiker
- Kanta Chiba (* 2003), japanischer Fußballspieler
- Kaoru Chiba (1928–2008), japanischer Hornist
- Katsutoshi Chiba (* 1971), japanischer Skispringer
- Kazuhiko Chiba (* 1985), japanischer Fußballspieler
- Kazuo Chiba (1940–2015), japanischer Aikidōlehrer
- Keiko Chiba (* 1948), japanische Politikerin
- Kozue Chiba, japanische Mangaka
- Masako Chiba (* 1976), japanische Langstreckenläuferin
- Mone Chiba (* 2005), japanische Eiskunstläuferin
- Naoki Chiba (* 1977), japanischer Fußballspieler
- Osamu Chiba (* 1968), japanischer Fußballspieler
- Remina Chiba (* 1999), japanische Fußballspielerin
- Shinichi Chiba, siehe Sonny Chiba
- Shin’ya Chiba (Skirennläufer) (* 1961), japanischer Skirennläufer
- Shin’ya Chiba (Fußballspieler) (* 1983), japanischer Fußballspieler
- Chiba Shūsaku (1793–1856), japanischer Samurai
- Sonny Chiba (1939–2021), japanischer Schauspieler
- Sonoko Chiba (* 1993), japanische Fußballspielerin
- Takahito Chiba (* 1984), japanischer Fußballspieler
- Yasunobu Chiba (* 1971), japanischer Fußballspieler